# Товарищ (заместитель)
Това́рищ — заместитель, помощник должностного лица, возглавляющего ведомство или его подразделение в Российской империи, Российской республике и в первое время существования РСФСР.

## История должности
Должность товарища министра была учреждена наряду с должностью министра 26 сентября 1802 года манифестом императора Александра I «Об учреждении министерств». Первоначально товарищ министра при наличии последнего на службе не имел никаких распорядительных полномочий, если не являлся директором какого-либо департамента. Но в отсутствие министра, например, по болезни, товарищ министра имел право исполнять его обязанности в полном объёме. В дальнейшем, уже к концу существования Российской империи, стала вырабатываться такая модель управления, при которой товарищи министра осуществляли повседневное руководство отдельными подразделениями и курировали некоторые направления деятельности ведомства. Если у министра было два и более товарищей, то право замещать министра при его отсутствии имел только один из них — фактически первый товарищ министра.
После учреждения должности товарища министра постепенно стали учреждаться и должности товарищей руководителей других ведомств и их подразделений: главноуправляющих, управляющих государственными банками, обер-прокуроров, прокуроров, председателей судов и т. д.
Должность товарища сохранилась в Российской республике и в течение некоторого времени — в РСФСР. Так, в параграфе 21 опубликованного 15 сентября 1918 года декрета Совнаркома «О местных статистических учреждениях (положение)» содержалось положение о том, что президиум губернского Совета по делам статистики состоит из председателя, выбираемого Советом из числа его членов и двух товарищей председателя.
Должность товарища употребляется в Латвии (товарищ Президента министров латыш. Ministru prezidenta biedrs — наименование вице-премьера).